# Glagolític

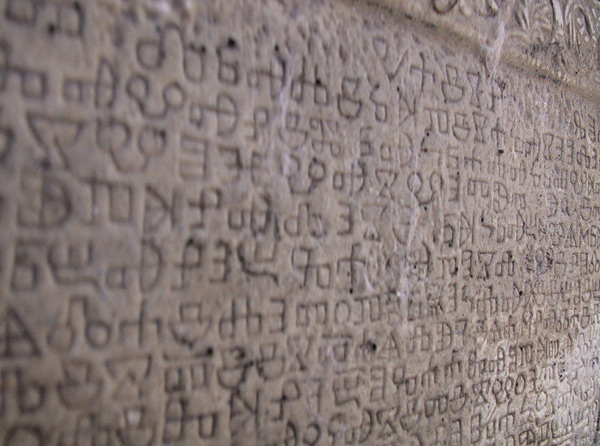
Taula inscrita amb l'alfabet glagolític

El glagolític o glagolitsa és el més antic dels alfabets eslaus que es coneixen. Va ser creat pels sants grecs Ciril i Metodi al voltant del 862-863 per traduir la Bíblia i altres texts a les llengües eslaves.
El nom ve de la paraula glagol, que en búlgar antic significa 'paraula' (i d'on ve el nom de la lletra "G" en aquesta llengua). Com que glagolati significa 'parlar', hom sol referir-se poèticament al glagolitsa com a 'signes que parlen'.
L'alfabet glagolític originari consta de 41 lletres, encara que la quantitat varia lleugerament en versions posteriors. Vint-i-quatre de les 41 lletres glagolítiques originals deriven, probablement, de grafemes de cursiva medieval de l'alfabet grec, a les quals s'ha donat un disseny més ornamental. Se suposa que les lletres xa, shta i tsi provenen de l'alfabet hebreu (les lletres Shin i Tsadi); els fonemes que representen aquestes lletres no existien en grec però sí en eslau i són bastant habituals en totes les llengües eslaves. D'entre els originals, els caràcters restants són d'origen desconegut. Es creu que alguns poden provenir de caràcters hebreus i samaritans, que sant Ciril va aprendre en els seus viatges.

## Alfabet
L'alfabet té dues variants: una primera arrodonida utilitzada en l'antic eslau i una altra de més angulosa posterior utilitzada en croat. Es creu que van desplaçar-se els valors de moltes de les lletres sota influència ciríl·lica, o que van confondre's els uns amb els altres amb la seva propagació als diferents dialectes, de manera que els valors originaris no n'han restat gaire clars. Per exemple, es creu que la lletra iu va poder tenir el valor /u/, però que fou desplaçada per l'adopció d'una lligadura ou sota influència del ciríl·lic posterior. Altres lletres foren creacions tardanes a partir d'un model ciríl·lic.
La taula següent mostra cada lletra en el seu ordre actual i inclou una imatge de la lletra en la seva variant arrodonida, la lletra ciríl·lica corresponent, el so aproximat transcrit mitjançant l'AFI i el seu origen. Algunes lletres no tenen cap equivalent modern.
| Lletra | Lletra                | Ciríl·lic | So       | Nom en antic eslau                                                       | Nom en eslau eclesiàstic                                                 | Significat                                                               | Origen                                                                                    |
| ------ | --------------------- | --------- | -------- | ------------------------------------------------------------------------ | ------------------------------------------------------------------------ | ------------------------------------------------------------------------ | ----------------------------------------------------------------------------------------- |
| Ⰰ      | Azu                   | А         | /ɑ/      | Azъ                                                                      | Az                                                                       | jo                                                                       | Àlef hebrea א o el signe de la creu                                                       |
| Ⰱ      | Bouky                 | Б         | /b/      | Buky                                                                     | Buky                                                                     | lletres                                                                  | Desconegut                                                                                |
| Ⰲ      | Vede                  | В         | /ʋ/      | Vědě                                                                     | Vedi                                                                     | saber                                                                    | Possiblement la V llatina.                                                                |
| Ⰳ      | Glagolu               | Г         | /ɡ/      | Glagoli                                                                  | Glagoli                                                                  | verb, paraula                                                            | Possiblement la gamma cursiva grega, γ.                                                   |
| Ⰴ      | Dobro                 | Д         | /d/      | Dobro                                                                    | Dobro                                                                    | bo                                                                       | Delta grega, Δ                                                                            |
| Ⰵ      | Jestu                 | Є, Е, Э   | /ɛ/      | Estъ, jestъ, yestъ                                                       | Jest                                                                     | és, existeix                                                             | Possiblement la he samatirana ϡ o la sampi grega ϡ                                        |
| Ⰶ      | Zhivete               | Ж         | /ʒ/      | Živěte                                                                   | Zhivete                                                                  | vida, viure                                                              | Desconegut, possiblement la lletra copta janja ϫ                                          |
| Ⰷ      | Dzelo                 | Ѕ         | /dz/     | Dzělo                                                                    | Dzelo                                                                    | verd, molt                                                               | Desconegut                                                                                |
| Ⰸ      | Zemlja                | З         | /z/      | Zemlja                                                                   | Zemlja                                                                   | terra                                                                    | Possiblement una variant de la theta grega θ                                              |
| Ⰹ, Ⰺ   | ,                     | И, Й      | /i, j/   | Iže                                                                      | Izhe                                                                     |                                                                          | Possiblement la iota grega amb dièresi, ϊ                                                 |
| Ⰻ      | I                     | І, Ї      | /i, j/   | I                                                                        | I                                                                        | i                                                                        | Desconegut, possiblement els símbols cristians del cercle i del triangle                  |
| Ⰼ      | Gjerv                 | Ћ, Ђ      | /dʑ/     | Djervь, ǵervь                                                            |                                                                          | arbre, fusta                                                             | Desconegut                                                                                |
| Ⰽ      | Kako                  | К         | /k/      | Kako                                                                     | Kako                                                                     | com                                                                      | Qoph hebrea, ק                                                                            |
| Ⰾ      | Ljudie                | Л         | /l, ʎ/   | Ljudie                                                                   | Ljudi                                                                    | gent                                                                     | Possiblement la lambda grega, λ                                                           |
| Ⰿ      | Myslite               | М         | /m/      | Myslite                                                                  | Mislete                                                                  | pensament                                                                | Mi grega, μ                                                                               |
| Ⱀ      | Nashi                 | Н         | /n, ɲ/   | Našь                                                                     | Nash                                                                     | el nostre                                                                | Desconegut                                                                                |
| Ⱁ      | Onu                   | О         | /ɔ/      | Onъ                                                                      | On                                                                       | ell                                                                      | Desconegut                                                                                |
| Ⱂ      | Pokoi                 | П         | /p/      | Pokoi                                                                    | Pokoj                                                                    | tranquil·litat, pau                                                      | Possiblement una variant de la lletra grega pi primerenca, Π                              |
| Ⱃ      | Rici                  | Р         | /r/      | Rьci, rьtsi                                                              | Rtsi                                                                     | mà                                                                       | Possiblement la rho grega, ρ                                                              |
| Ⱄ      | Slovo                 | С         | /s/      | Slovo                                                                    | Slovo                                                                    | paraula, lletra                                                          | Desconegut, símbols cristians del cercle i del triangle                                   |
| Ⱅ      | Tvrido                | Т         | /t/      | Tvrьdo                                                                   | Tverdo                                                                   | dur                                                                      | Possiblement a partir de la barra de la tau grega, τ                                      |
| Ⱆ      | Uku                   | У         | /u/      | Ukъ                                                                      | Uk                                                                       | savi, il·luminat                                                         | Lligadura d'onъ i izhitsa                                                                 |
| Ⱇ      | Fritu                 | Ф         | /f/      | Frьtъ                                                                    | Fert                                                                     |                                                                          | Variant de la fi grega, φ                                                                 |
| Ⱈ      | Heru                  | Х         | /x/      | Xěrъ, Khěrъ                                                              | Jer                                                                      |                                                                          | Desconegut, semblant a glagoli i a la h llatina                                           |
| Ⱉ      | Otu                   | Ѡ         | /ɔ/      | Otъ                                                                      | Oht, Omega                                                               |                                                                          | Lligadura d'onъ i la seva imatge especular                                                |
| Ⱋ      | Shta                  | Щ         | /tʲ, ʃt/ | Šta                                                                      | Shta                                                                     | què                                                                      | Lligadura de xa amb tvrьdo                                                                |
| Ⱌ      | Ci                    | Ц         | /ts/     | Ci, tsi                                                                  | Tsi                                                                      |                                                                          | Forma final de la tsade hebrea, ץ                                                         |
| Ⱍ      | Chrivi                | Ч         | /tʃ/     | Črьvъ                                                                    | Cherv                                                                    | cuc                                                                      | Desconegut, semblant a xta, possiblement prové de la forma no final de la tsade hebrea, צ |
| Ⱎ      | Sha                   | Ш         | /ʃ/      | Ša                                                                       | Sha                                                                      |                                                                          | Shin hebrea, ש                                                                            |
| Ⱏ      | Jeru                  | Ъ         | /ɯ/      | Erъ, jerъ, yerъ                                                          | Yer                                                                      |                                                                          | Possiblement una modificació d'onъ                                                        |
| ⰟⰉ     | Jery                  | Ы         | /ɨ/      | Ery, jery, yery                                                          | Yery                                                                     |                                                                          | Lligadura                                                                                 |
| Ⱐ      | Jeri                  | Ь         | /ə/      | Erь, jerь, yerь                                                          | Yerj                                                                     |                                                                          | Possiblement una modificació d'onъ                                                        |
| Ⱑ      | Jati                  | Ѣ         | /æ, jɑ/  | Jatь, Yatь                                                               | Yat                                                                      |                                                                          | Possiblement una alfa grega epigràfica, Α                                                 |
| Ⱖ      | Jo?                   | Ё         | */jo/    | Desconegut: Component hipotètic de jonsь; /jo/ no era possible aleshores | Desconegut: Component hipotètic de jonsь; /jo/ no era possible aleshores | Desconegut: Component hipotètic de jonsь; /jo/ no era possible aleshores | Desconegut: Component hipotètic de jonsь; /jo/ no era possible aleshores                  |
| Ⱓ      | Jou                   | Ю         | /ju/     | Ju, yu                                                                   | Yu                                                                       |                                                                          | Desconegut                                                                                |
| Ⱔ      | Ensu (jousu pequeña)  | Ѧ, Я      | /ɛ̃/      | [Ensь]                                                                   | Ya, yus petita                                                           |                                                                          | Èpsilon grega ε, també utilitzada per denotar nasalització.                               |
| Ⱗ      | Jensu (jousu pequeña) | Ѩ         | /jɛ̃/     | [Jensь, Yensь]                                                           | [Yus petita iotitzada]                                                   |                                                                          | Lligadura de jestъ amb ensь per a la nasalització                                         |
| Ⱘ      | Onsu (jousu grande)   | Ѫ         | /ɔ̃/      | [Onsь]                                                                   | [Yus gran]                                                               |                                                                          | Lligadura de onъ amb ensь per a la nasalització                                           |
| Ⱙ      | Jonsu (jousu grande)  | Ѭ         | /jɔ̃/     | [Jonsь, Yonsь]                                                           | [Yus gran iotitzada]                                                     |                                                                          | Lligadura d'una lletra desconeguda amb ensь per a la nasalització                         |
| Ⱚ      | Thita                 | Ѳ         | /θ/      | [Thita]                                                                  | Fita                                                                     |                                                                          | Theta grega θ                                                                             |
| Ⱛ      | Yzhica                | Ѵ         | /ʏ, i/   | Ižica, Izhitsa                                                           | Izhitsa                                                                  |                                                                          | Desconegut                                                                                |